# 紅火球帝王花
紅火球帝王花（学名：Telopea speciosissima），又名新南威爾斯帝王花，是屬於山龍眼科，帝王花屬的一種大型灌木，原產於澳洲的新南威爾斯州，是新南威爾斯的特有種，同時也是新南威爾斯州的州花，在當地通稱“Waratah”。春天開花，頭花很大朵，深紅色，鮮豔美麗引人注目，頭花看起來像是一朵花，實際上是由數百朵花組成的頭狀花序。

## 形態
整株是直立的大灌木，植株高度約3至4公尺高，具有一或多個主幹。葉子深綠色，單葉，互生，葉形為披針形，葉緣通常為粗鋸齒狀，葉長13-25公分。春季開花，花深紅色，花序為大型的頭狀花序（頭花），頭花半球形，花徑約7-10公分。苞片長5-7公分，環生於頭花底部。果實為大型的蓇葖果，成熟時外表會轉變成棕色，裂開露出裡面的種子，種子扁平狀，具有膜質的種翅。

## 分佈與棲地
紅火球帝王花分佈在新南威爾斯的中海岸、南海岸及其鄰近的地區。通常生長在降雨量高，土壤為砂質土壤的疏林下層。

## 分類

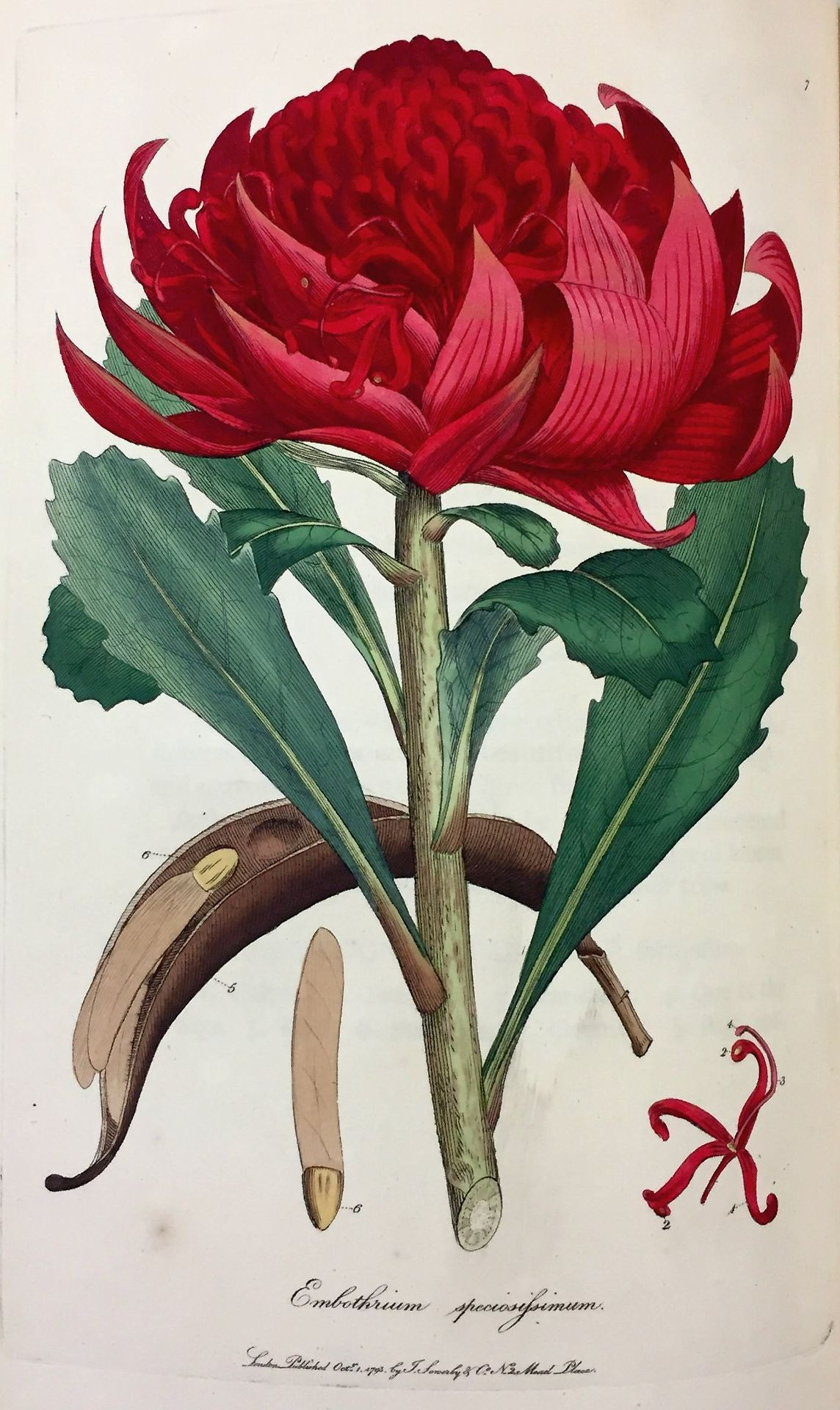
紅火球帝王花的手繪植物畫

最先描述紅火球帝王花形態的是英國植物學家詹姆士·愛德華·史密斯（James Edward Smith），發表在他1793年出版的一本關於澳洲植物的書籍A Specimen of the Botany of New Holland（新荷蘭植物標本）中，所用的臘葉標本是由英國軍醫及植物採集者約翰·懷特（John White）所提供的。他將紅火球帝王花命名為Embothrium speciosissimum，1810年英國植物學家羅伯特·布朗將它移到另一個屬內，改成現在的學名Telopea speciosissima。種小名speciosissima是取自於拉丁文中的speciosus這個字，意思是美麗的、英俊的，形容本種的花看起來很美麗。
Waratah原先是本種的英文俗名，後來也作為帝王花屬及其近緣屬Alloxylon屬（Tree Waratah）植物的統稱。這個名稱源出於雪梨當地的原住民歐拉族（Eora）。“Waratah”在澳洲和新西蘭被用作地名、運動隊名、鐵路列車名、船名等。

## 栽培
野生的紅火球帝王花生長在深厚的沙質土壤裡，人工栽種時，只要是排水良好的土壤，它們都可以適應的很好，尤其是有點坡度，可以協助排水的山坡地最佳。雖然野生的植株是生長在疏林下面，栽培時最好種在全日照的環境下，花才會長的較好。
紅火球帝王花在澳洲是一種很受歡迎的花卉，在雪梨北部及墨爾本附近的丹德龍山脈（Dandenong Ranges）等地都有農場在栽培這種植物，以採收切花銷售。其他地區，如紐西蘭、夏威夷及以色列也有農場在生產這種花卉。

### 品種

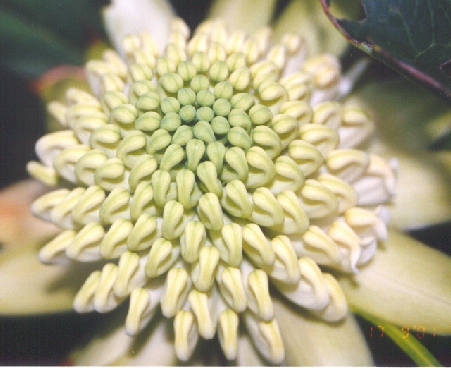
白花品種'Wirrimbirra White'

一些自然變異的變型，已經被選拔出來種植，如下列各品種：
- 'Corroboree' – 花紅色。
- 'Shady Lady White' – 花白色。
- 'Wirrimbirra White' – 花白色。

下列各品種為雜交種：
- 'Braidwood Brilliant' – 耐寒的品種。親本為紅火球帝王花及T. mongaensis（蒙加帝王花）。
- 'Shade of Pale' – 親本為紅火球帝王花及T. oreades（維多利亞帝王花）。
- 'Shady Lady Crimson' – 花深紅色。
- 'Shady Lady Red' – 花紅色。
- 'Shady Lady Pink' – 花粉紅色。
  - 上述三種的親本為紅火球帝王花及T. oreades。